# Lana Ščuka
Lana Ščuka (ur. 6 października 1996 w Lublanie) – słoweńska siatkarka, reprezentantka kraju, grająca na pozycji przyjmującej. 

## Sukcesy klubowe
Puchar Słowenii:
- 2015

Mistrzostwo Słowenii:
- 2015
- 2014, 2019

Puchar Challenge:
- 2021

Mistrzostwo Polski:
- 2023[6]
- 2025[7]

## Sukcesy reprezentacyjne
Mistrzostwa Europy Juniorek:
- 2014[8]

Mistrzostwa Świata U-23:
- 2017